# Quitterie
Sainte Quitterie ou Quiterie est une jeune vierge de sang noble wisigoth, qui préféra mourir plutôt que de renier sa foi. Décapitée vers 477 selon un des manuscrits médiévaux des XIIe – XIVe siècles (Bollandistes, Acta Sanctorum maii), elle porta, selon la légende orale plus tardive, sa tête entre ses mains jusqu'au sanctuaire païen du Mas d'Aire, où se trouve une fontaine qui porte désormais son nom. Elle est fêtée le 22 mai.
En réalité, cette légende martyriale, créée à la fin du XIe siècle par l'abbé de Saint-Sever Grégoire de Montaner dans le but de jalonner le pèlerinage de Saint-Jacques de Compostelle, est fictive. Vers 594, Grégoire de Tours connaissait Quiteria comme une simple vierge d'Aquitaine, ce qui se confirme vers 1000 avec un des manuscrits du Martyrologe d'Usuard, qui en fait une vierge martyre du Bordelais (première mention du martyre). La première mention d'un martyre à Aire (Landes) date des environs de 1072-1094.

## La légende gasconne
Selon la légende, Quitterie (Quitèira en gascon) était la fille de Kathilius, chef wisigoth d'origine probablement amale. Refusant la main d'un prétendant Germain imposé par son père, hérétique ou plus ou moins païen comme lui, elle préférait se réfugier dans un embryon de monastère colombanien dénommé Orio vallo. Sa fugue intervint peu de temps après sa conversion au christianisme orthodoxe, à l'âge de treize ans (emprunt manifeste à d'autres Légendes similaires, comme sainte Agnès de Rome ou sainte Marine d'Antioche). Le prétendant ou le père aurait fini par la retrouver et, selon certains manuscrits seulement, la décapiter.
La légende orale (et non l'écrite) dit que quand sa tête toucha terre, une fontaine jaillit. Cette fontaine serait celle qui est toujours visible dans la côte du Mas, à Aire, ou bien à Aubous selon une tradition locale. Quitterie aurait pris sa tête dans ses mains pour la déposer en haut du plateau du Mas, où se trouve aujourd'hui son sarcophage (dans la crypte de l'église Sainte-Quitterie d'Aire). Ce sarcophage paléochrétien, du début du IVe siècle, est antérieur à la mort de la sainte.
Tout près de l'église d'Aire coule aujourd'hui une fontaine à laquelle on attribue la vertu de guérir les maux de tête ainsi que la rage (on la représente souvent avec un chien à ses pieds tirant la langue). De nombreuses fontaines des Landes mais aussi du Béarn (Doumy, Aubous, Uzan) et de la Charente (Aussac, Chadurie) supposées avoir les mêmes vertus, sont placées sous le patronage de la sainte. Quitterie est depuis un prénom typique des Landes et du Sud-ouest en général.

## La légende ibérique

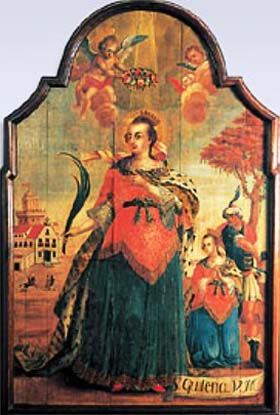
Santa Quitéria, peinture à l'huile datant du XVIIIe siècle du couvent de Santo Antônio au Brésil

Il existe une légende sensiblement différente, situant l'origine de Quitterie au Portugal, mais qui a des origines en Aquitaine (l'évêque Bernard d'Agen, qui colporta ces pures inventions en Aragon à la fin du XIVe s.). Cette histoire de Quitterie, qui est très en honneur dans la péninsule Ibérique, la fait naître en Galice. Son père, Cattilius, descendait de l’empereur Julien. Sa mère s’appelait Calsia. Tous deux étaient païens. Un jour, Calsia met au monde neuf filles et un garçon (!). Ce sont, outre Quitterie : Geneviève, Marine, Victoire, Eumélie, Germaine, Gemme, Baseille, Libérate, et un frère du nom de Montin. Mais Cattilius est absent, et ces enfants sont peut-être le fruit d’amours adultérines. Calsia demande à sa servante d’aller noyer ses filles, discrètement, à la rivière. Or, la servante est chrétienne, elle ne se résout pas à ce crime et elle confie les neuf petites filles à des nourrices chrétiennes comme elle. Toutes seront baptisées et élevées dans la foi chrétienne et termineront leur vie dans le martyre.

L’on retrouve ici Germain, le fiancé païen, et la fuite de Quitterie. Elle va jusqu’à une ville nommée Aufragia. Là, règne le roi Leutimanus, apostat de la foi chrétienne, enrichi par le pillage des églises. Quitterie lui reproche cette conduite indigne, et il fait pénitence avec tout son peuple, revenant à des sentiments chrétiens. Mais le fiancé bafoué, le père furieux, accompagnés d’un autre roi férocement antichrétien nommé Adrien, se lancent à la poursuite de la princesse. Elle est en prière "in monte columbiano". Le bourreau Domitianus, envoyé par Adrien, arrive le premier et d’un coup de glaive il décapite Quitterie : elle ramasse sa tête, elle marche... Adrien fait massacrer les compagnons de Quitterie. Un peu plus tard, un chrétien nommé Libérat ira recueillir les corps des martyrs, et les miracles continueront... Cattilius et le prétendant, un peu tard, se convertissent et finissent leurs jours en prières sur cette montagne.

Toute cette fable est fictive, mêlant la "Passio" médiévale à des inventions gothiques. Plus tard certaines des huit sœurs « jumelles » de Quitterie changeront de nom : Dode (vénérée à Sainte-Dode, dans le Gers) et Mère font leur apparition au XVIIe siècle (cf. Béziat, op. cit., p. 40). La plupart de ces saintes ont connu un culte dans le sud de la France et leurs noms sont fréquemment portés par des communes. La mention de toutes ces "sœurs" et de leur "frère" Montin doit orienter vers une fraternité monastique (couvent primitif de moniales avec leur abbé), hypothèse qui se trouve renforcée par la mention, dans la Légende manuscrite, de "cellules" ("ergastules") sur le mont columbien ("mont" étant possiblement la contraction de "monasterius", lequel observait peut-être la règle de saint Colomban, introduite en 591). D'autre part, un rajout tardif donne pour "sœur" à Quiterie une "sainte Dode" dont le sanctuaire gersois (village éponyme) s'appelait jadis Orio vallo (" le cloître d'Orio") ; or c'est justement le nom du mont (ou monastère ?), "monte Oriano" où Quiterie faisait de fréquentes retraites d'après ses Légendes médiévales.
Quitterie était invoquée contre les maladies liées à la tête, et contre la rage (elle est parfois représentée avec deux chiens à ses pieds). Son attribut le plus fréquent est cependant la palme du martyre. Hélas nous n'avons plus d'images de Quiterie antérieures au XIVe siècle.

## La postérité

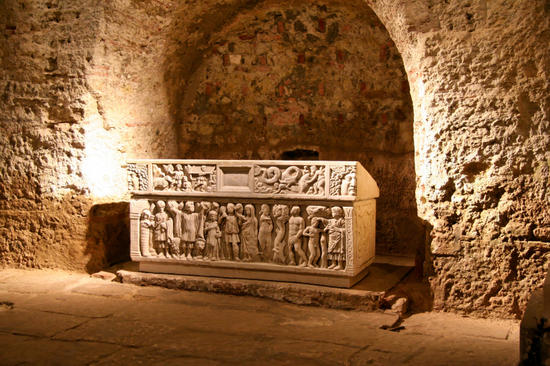
Sarcophage de sainte Quitterie en l'église d'Aire

Les reliques de la sainte demeurèrent jusqu'au XVIe siècle dans la crypte de l'église, ancien temple romain dédié au dieu Mars et converti en baptistère par les évêques d'Atura (Aire) en Novempopulanie (ancien nom de la Gascogne). Elles furent conservées à l'intérieur d'un sarcophage de marbre blanc, l'un des plus beaux du IVe siècle, en raison de l'extraordinaire richesse de sa décoration, mêlant motifs sculptés antiques et chrétiens.
Ses reliques attirent de nombreux pèlerins depuis le Moyen Âge, empruntant lous camins de Sinte Quiteyre (Los camins de Senta Quiteìre, en Òc standard). Le site s'imposera vite comme une étape sur la Via Podiensis, un des chemins du pèlerinage de Saint-Jacques-de-Compostelle. C'était d'ailleurs le but recherché. Le culte de la sainte a pu se répandre sur cet itinéraire avec les récits des pèlerins, parfois assez loin du sanctuaire landais comme à Lageyrat (Haute-Vienne), où une fontaine à dévotion, une ancienne chapelle et une pierre tombale portent son nom.
Diverses fontaines des Landes sont placées sous la protection de sainte Quitterie et ont la réputation de pouvoir soigner les maux de tête (Saint-Martin d'Oney, Commensacq, Gastes, Lucbardez et bien d'autres).

## Contexte
À l'effondrement de l'Empire romain d'Occident, la Novempopulanie, province dont l'actuelle ville d'Aire était un des diocèses, fut conquise par les Wisigoths (à partir de 412 avec le roi Athaulf), avec le statut de peuple fédéré à partir de 418 (avec le roi Wallia). Quiterie appartenait à ce peuple, qui fut le premier peuple barbare à être christianisé, mais ils étaient considérés comme  hérétiques par les Chrétiens Nicééns car ariens (disciples d'Arius). L'Arianisme niait la divinité de Jésus. Les Goths ariens n'allaient pas à la messe par exemple, travaillaient le dimanche, étaient tolérants envers les juifs (et l'islam à partir de 711 en Espagne, car ces croyances comme l'arianisme niaient la divinité du Christ. De plus, les Goths poursuivaient certains rituels païens (comme le font de nos jours certaines populations africaines, amérindiennes, asiatiques ou océaniennes, pourtant converties depuis des décennies voire des siècles). Par exemple, ils enterraient leurs chefs ou cachaient leurs trésors sous le lit des rivières, qui étaient considérées comme des divinités (alfen), d'où le nom d'elfes donné à certaines divinités aquatiques. Ils prêtaient également serment sur des îles fluviales. On trouve un détail similaire (trésor caché sous un fleuve par un certain Leutimanus dans la Légende quitérienne ; également dans la Passio du martyr Vincent d"Agen, et dans celle du pseudo-martyr saint Sever)

## Patronage
Outre la Gascogne, sainte Quiterie est la patronne de l'ancienne paroisse de Lageyrat (Châlus), Étienne étant le saint patron primitif[réf. souhaitée]

## Galerie

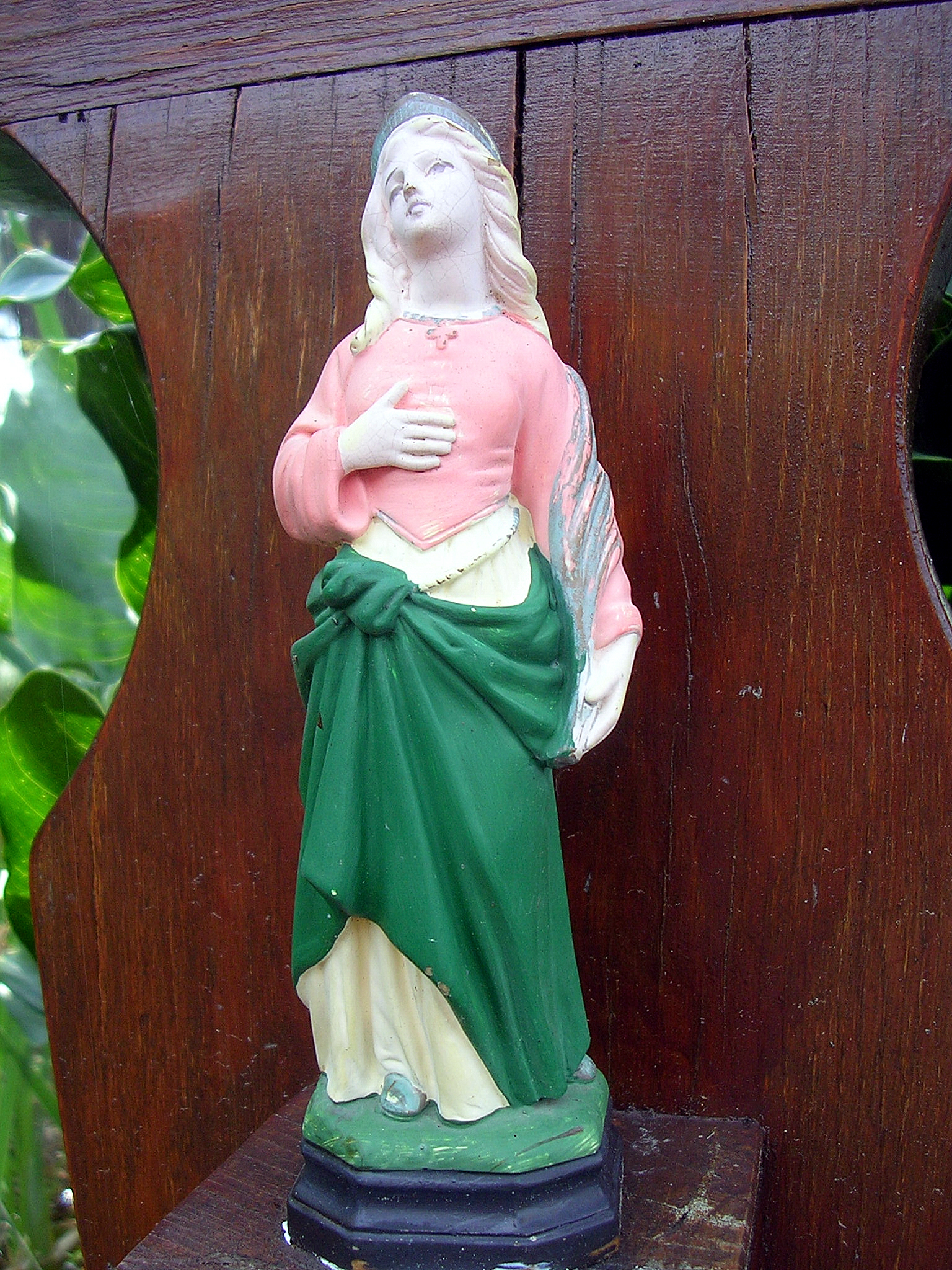
Statuette de sainte Quitterie sur le site de la fontaine de dévotion de Gastes
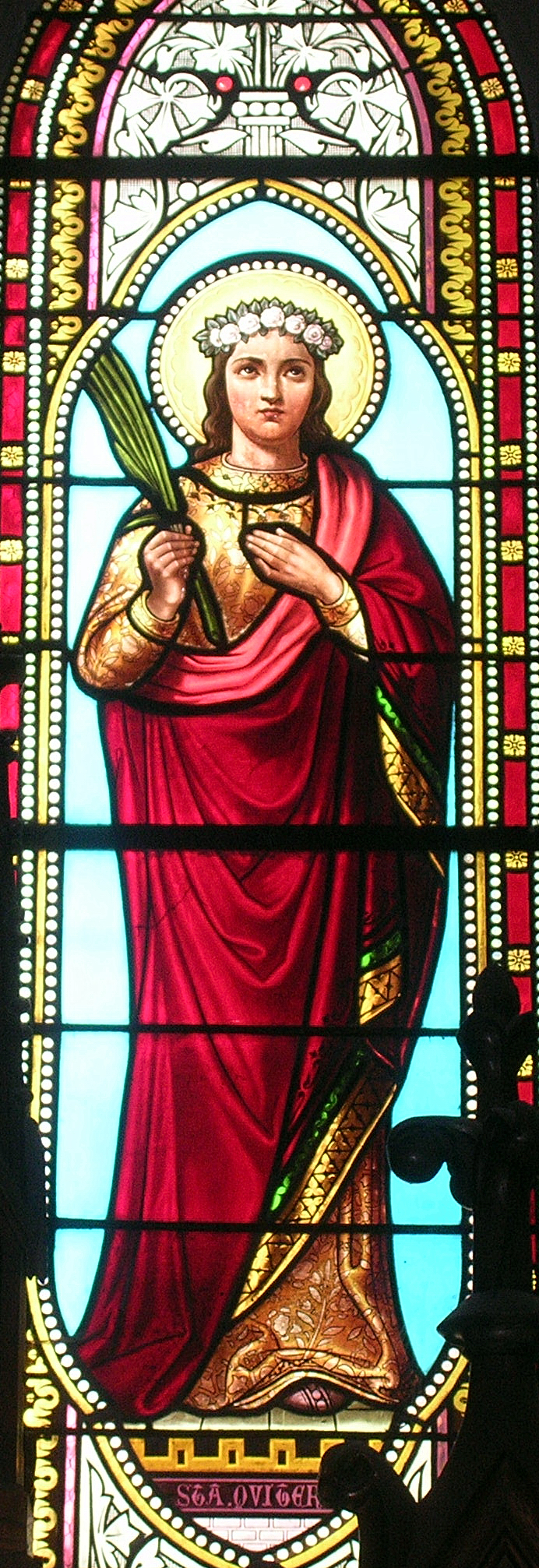
Vitrail de sainte Quitterie (« sta Qviteria ») de l'église Notre-Dame-de-l'Assomption de Mimizan
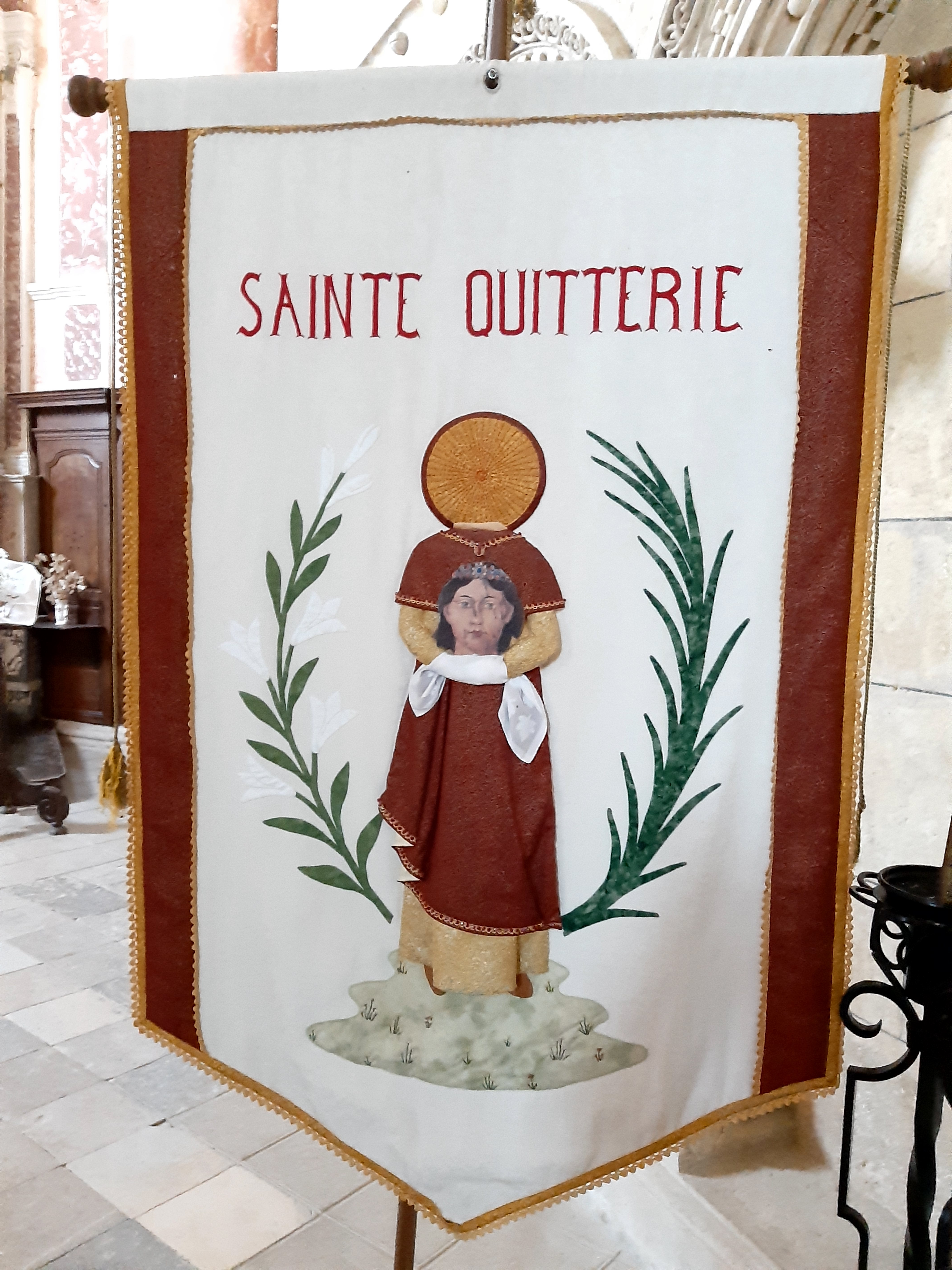
Bannière de l'église Sainte-Quitterie d'Aire-sur-l'Adour